# Munlug
Munlug är en sjö i Varbergs kommun i Västergötland och ingår i Viskans huvudavrinningsområde. Sjön är 8 meter djup, har en yta på 0,0627 kvadratkilometer och befinner sig 62,1 meter över havet.

## Delavrinningsområde
Munlug ingår i det delavrinningsområde (635827-130462) som SMHI kallar för Inloppet i Fävren. Medelhöjden är 79 meter över havet och ytan är 10,84 kvadratkilometer. Räknas de 2 avrinningsområdena uppströms in blir den ackumulerade arean 73,67 kvadratkilometer. Lillån (Kungsätersån) som avvattnar avrinningsområdet har biflödesordning 2, vilket innebär att vattnet flödar genom totalt 2 vattendrag innan det når havet efter 34 kilometer. Avrinningsområdet består mestadels av skog (54 %) och jordbruk (31 %). Avrinningsområdet har 0,06 kvadratkilometer vattenytor vilket ger det en sjöprocent på 0,6 %. Bebyggelsen i området täcker en yta av 0,61 kvadratkilometer eller 6 % av avrinningsområdet.